# Екарданвил ла Кампањ
Екарданвил ла Кампањ (фр. Ecardenville-la-Campagne) насеље је и општина у северној Француској у региону Горња Нормандија, у департману Ер која припада префектури Берне.
По подацима из 2011. године у општини је живело 441 становника, а густина насељености је износила 59,59 становника/km². Општина се простире на површини од 7,4 km². Налази се на средњој надморској висини од 158 метара (максималној 159 m, а минималној 139 m).

## Демографија
| 1962. | 1968. | 1975. | 1982. | 1990. | 1999. | 2011. |
| ----- | ----- | ----- | ----- | ----- | ----- | ----- |
| 329   | 343   | 307   | 321   | 327   | 310   | 441   |

График промене броја становника у току последњих година